# Prince of Persia: Der Sand der Zeit
Prince of Persia: Der Sand der Zeit (Originaltitel Prince of Persia: The Sands of Time) ist ein US-amerikanischer Action-Abenteuerfilm mit Fantasyelementen aus dem Jahr 2010, der auf dem gleichnamigen Videospiel der populären Prince-of-Persia-Reihe basiert. Regie bei der Videospielverfilmung führte Mike Newell, die Hauptrolle wurde von Jake Gyllenhaal gespielt. Die Uraufführung fand am 9. Mai 2010 in London statt. Am selben Tag startete er in einigen wenigen deutschen Kinos. Der offizielle Kinostart in Deutschland war der 20. Mai.

## Handlung
Dastan ist ein Straßenkind im Persien des sechsten Jahrhunderts. Nachdem er im Kampf gegen die Soldaten des persischen Königs Sharaman für ein Kind außergewöhnlichen Mut bewiesen hat, wird er vom König adoptiert.
15 Jahre später greift die Armee des Königs unter Führung von Dastans Brüdern Tus und Garsiv die heilige Stadt Alamut an. Die Reitertruppen Garsivs sollen das Haupttor angreifen. Dastan und sein Trupp entscheiden sich jedoch für den Weg durch das Osttor. Er dringt mit seinen Männern durch das Osttor ein und öffnet den Weg für die Truppen seines Bruders. Während der Kämpfe fällt Dastan ein kunstvoll verzierter Dolch in die Hände, den ein Getreuer von Prinzessin Tamina, der Herrscherin Alamuts, in Sicherheit bringen soll. Währenddessen dringen die Truppen von Tus und Garsiv in den heiligen Tempel Alamuts ein, wo sie auf Prinzessin Tamina treffen. Der Bruder des persischen Königs, Nizam, stößt zu Tus und Garsiv und rät Tus, Tamina zu heiraten, damit Alamut an Persien gebunden ist. Tamina äußert zunächst den Wunsch, lieber sterben zu wollen, was Tus beinahe in die Tat umsetzt. Im letzten Augenblick erscheint Dastan im Tempel. Tamina erkennt den Dolch an seinem Gürtel. Daraufhin ändert sie ihre Meinung und nimmt Tus Heiratsantrag an unter der Bedingung, dass dem Volk Alamuts nichts geschieht. Inzwischen ist der persische König Sharaman, der Vater von Dastan, Tus und Garsiv, in Alamut angekommen. Tus gibt Dastan den heiligen Gebetsmantel Alamuts, den Dastan dem Vater als Gastgeschenk überreichen soll. Bei einem Festessen erklärt der König, dass Dastan Tamina zur Frau nehmen sollte und nicht Tus. Dastan, noch etwas irritiert von dieser Entscheidung, überreicht seinem Vater das Geschenk. Als der König den Mantel anzieht, stirbt er an schweren Verbrennungen, die ihm durch den offensichtlich vergifteten Mantel zugefügt wurden. Dastan wird zum Verräter erklärt, da er dem König das tödliche Geschenk übergab. Zusammen mit Prinzessin Tamina flieht er aus Alamut.
In derselben Nacht sprechen Dastan und Tamina über den Tod des Königs. Dastan erklärt seine Unschuld, Tamina glaubt ihm. Sie will ihn vermeintlich verführen, doch im nächsten Moment ergreift sie einen Säbel und versucht, Dastan zu töten. Dastan drückt auf den Edelstein am Ende des Dolches, wodurch der im Griff des Dolches enthaltene Sand der Zeit freigesetzt wird. Dastan reist nun für wenige Augenblicke in der Zeit zurück und kann so die Tat von Tamina verhindern. Dastan hat durch seine Zeitreise den gesamten Sand der Zeit im Dolch verbraucht. Tamina erklärt ihm das Geheimnis des Dolches nur in Ansätzen. So lässt sie offen, an welchem Ort es mehr von dem Sand der Zeit gibt. Am nächsten Tag reisen die beiden weiter und gelangen an einen Ort mit zahlreichen Gerippen, wo Tamina scheinbar vor Erschöpfung zusammenbricht. Dastan eilt zu ihr und beugt sich über sie, um ihr zu helfen, da schlägt sie ihn mit einem großen Knochen nieder. Als Dastan wieder zu sich kommt, ist er von Scheich Amar und dessen Gefolge umzingelt. Amar nimmt Dastan und Tamina gefangen. Die beiden werden von Amar zu dessen Rennstrecke geführt, wo Amar illegale Straußenrennen veranstaltet. Tamina arbeitet währenddessen als Sklavin und bedient die Zuschauer. Plötzlich sieht Amar den Dolch von Dastan und nimmt ihn an sich. Dastan versucht, sich den Dolch zurückzuholen, wird aber vom Anführer von Amars Gefolge abgewehrt. Durch einen Trick gelingt es Dastan, Amar den Dolch zu entwenden, und er und Tamina können von der Rennstrecke flüchten.
Inzwischen ist Dastans Bruder Tus zum neuen König gekrönt worden. Er wird von seinem Onkel Nizam beraten, der ihm empfiehlt, Dastan zu töten, da bei einem öffentlichen Prozess das Volk Dastans Meinung nur unterstützen würde. Tus entscheidet sich aber gegen Nizams Rat und für den öffentlichen Prozess. Er befiehlt, dass Dastan schnellstmöglich gefunden werden soll. Dastan will währenddessen unbemerkt an der Beerdigung seines Vaters teilnehmen, um mit seinem Onkel Nizam zu sprechen. Tamina ist dagegen und begleitet Dastan nur mit Widerwillen. Auf der Beerdigung schafft Dastan es, seinem Onkel eine Nachricht zukommen zu lassen. Nizam trifft sich mit Dastan, dieser versucht Nizam von seiner Unschuld zu überzeugen und möchte ihm sogar den Dolch zeigen. Nizam glaubt ihm jedoch nicht, da Tamina den Dolch in der Zwischenzeit durch einen Nussknacker ausgetauscht hat. Während des Gesprächs entdeckt Dastan die verbrannten Hände von Nizam und ihm wird klar, dass sein Onkel der Verräter ist. Er vergiftete den heiligen Mantel, den Dastan seinem Vater überreichte. Dastan wird von Nizams Gefolge und von seinem Bruder Garsiv angegriffen. Nach einem Duell mit Garsiv kann Dastan flüchten. Tamina floh inzwischen alleine mit dem Dolch, Dastan findet sie jedoch und stellt sie zur Rede.
Daraufhin verrät Tamina Dastan das Geheimnis des Dolches und des Sandes der Zeit: Einst wollten die Götter die Menschheit mit einem Sandsturm vernichten, da sie sie als bösartig ansahen, doch die Bereitschaft eines Mädchens, sich für die Menschheit zu opfern, ließ sie ihre Meinung ändern und sie sperrten den Sandsturm in die sogenannte Sanduhr der Zeit, zu deren erster Hüterin das Mädchen wurde. Wenn man den Dolch in die Sanduhr stößt, würde man so unbegrenzten Zugriff auf den Sand der Zeit haben und in der Lage sein, die Zeit an jeden noch so weit entfernten Punkt der Vergangenheit zurück zu drehen, während man mit dem Sand des Dolches die Zeit nur um eine Minute zurückdrehen kann. Wäre der Dolch dabei aber geöffnet, würde der gesamte Sand freigesetzt werden und sich der Sandsturm erneut erheben, wodurch die Menschheit vernichtet werden würde. Dastan erkennt nun Nizams Plan: Er will an einen Punkt in seiner Kindheit zurückreisen, als er seinen Bruder vor einer Löwin rettete, um die Vergangenheit umzuschreiben, indem er seinen Bruder sterben lässt, wodurch er zum König würde.
Währenddessen heuert Nizam die Assassinen an, eine Sekte, die mit dem König zusammenarbeitete, bis dieser die Zusammenarbeit beendete. Der Anführer der Assassinen sucht nach Dastan und Tamina. Diese wollen nun den Dolch in den heiligen Tempel bringen, in diesem ist auch die Sanduhr der Zeit. Auf ihrer Reise werden die beiden jedoch von Scheich Amar aufgehalten, der Dastan und Tamina wieder gefangen nimmt. In derselben Nacht greifen die Schlangen der Assassinen das Lager von Amar an. Dastan vernichtet sie jedoch mit der Hilfe des Dolches, da er während des Angriffs in der Zeit zurückreisen kann und so jeden Angriff genau vorhersieht. Am nächsten Tag dringt die Gruppe bis zu einem heiligen Platz vor, an den Tamina den Dolch bringen will. Sie werden jedoch von den Assassinen und von Garsiv und seinen Männern attackiert. Dastan erklärt dem wütenden Garsiv die Wahrheit, Garsiv glaubt ihm. Die beiden wollen die Assassinen bekämpfen, ein Assassine verwundet Garsiv jedoch tödlich. Als Dastan in die Enge getrieben wird, rettet Garsiv ihm mit letzter Kraft das Leben. Bevor er stirbt sagt er Dastan, dass er das Königreich retten müsse. Tamina ist währenddessen in die heilige Höhle gelangt, dort wird sie aber vom Anführer der Assassinen überwältigt und der Dolch wird ihr abgenommen. Sie und Dastan wollen nun wieder nach Alamut zurückkehren, um den Dolch an seinen richtigen Platz zu bringen, den heiligen Tempel. Die beiden brechen mit Amar und dessen Gefolge auf.
In Alamut angekommen, stellen sie fest, dass Nizam den Dolch im heiligen Tempel versteckt hält. Der Anführer von Scheich Amars Gefolge, Seso, versucht alleine, den Dolch zu stehlen. In dem Raum, in dem der Dolch versteckt wird, wird er jedoch von einem Assassinen angegriffen. Die beiden töten sich nach einem Kampf gegenseitig, mit letzter Kraft schafft es Seso, den Dolch aus einem Fenster zu werfen. Der Dolch schlägt in einem Baumstamm unmittelbar neben dem Standort von Dastan und Tamina ein. Die beiden gelangen in die Königsgemächer, währenddessen wird Amar von den persischen Wachen gefangen genommen.
In den Königsgemächern wartet Dastan auf seinen Bruder Tus. Dieser erscheint und Dastan will ihm nun die Wahrheit erklären. Tus hält Dastan für wahnsinnig, Dastan erzählt Tus vom Dolch und vom Sand der Zeit. Tus glaubt ihm immer noch nicht, daraufhin bringt Dastan sich selbst um. Nizam erscheint in den Gemächern, Tus drückt jedoch auf den Edelstein am Ende des Dolches und so dreht er die Zeit zurück. In dem Moment, als Dastan sich umbringen will, hält Tus ihn auf und glaubt ihm. Nizam erscheint in Begleitung eines Assassinen. Nizam tötet Tus, während Dastan vom Assassinen niedergeschlagen wird. Dastan besiegt den Assassinen mithilfe von Tamina. Die beiden begeben sich ins Innerste des heiligen Tempels. Hier befindet sich die Sanduhr der Zeit. Als jedoch ein Felsbrocken von der Decke herunterfällt, stürzt der Boden ein, er und Tamina werden getrennt. Dastan dringt weiter ins Innere vor, dort wird er vom Anführer der Assassinen attackiert, er tötet ihn jedoch mithilfe von Tamina, die ihn gerade rechtzeitig wiederfindet. Inzwischen will Nizam den Dolch in die Sanduhr der Zeit stechen und somit den Sand der Zeit entfesseln. Dastan will dies verhindern und kämpft mit Nizam. Dieser verwundet Dastan und stößt Tamina einen Abgrund hinunter, Dastan hält sie jedoch fest. Tamina erklärt Dastan, dass all das sein Schicksal wäre, nicht ihres. Daraufhin lässt sie ihn los, Dastan jedoch kann sie nicht halten, woraufhin sie in den Abgrund fällt. Nizam sticht währenddessen mit dem Dolch in die Sanduhr der Zeit. Dastan versucht, den Dolch herauszuziehen, es klappt jedoch nicht. Daraufhin öffnet er den Dolch, indem er den Edelstein aufklappt. Folglich entweicht der komplette Sand der Zeit aus dem Dolch, ebenso der Sand der Sanduhr der Zeit. Dadurch wird die Zeit schneller zurückgedreht, bis zu dem Zeitpunkt, als die persische Armee Alamut eingenommen hatte. Nun klappt Dastan den Edelstein zu, er und auch Nizam werden beide zu diesem Zeitpunkt zurückgebracht. Dastan, der nun weiß, was Nizam wirklich im Schilde führt, will dies allen anderen persischen Truppen erklären. Ihm glaubt zunächst keiner, bis Nizam plötzlich Dastan angreift. Dastan wehrt sich und stößt Nizam über ein Treppengeländer. Er springt hinterher und sagt Nizam, dass nun alles vorbei sei. Dastans Brüder sehen ihn voller Freude an und wollen ihn umarmen, da steht Nizam noch einmal auf und will Dastan erstechen, doch Tus tötet Nizam mit einem schnellen Schwertstich.
Tus erklärt daraufhin Prinzessin Tamina die Lage und dass sie die Stadt aus einer Lüge heraus angegriffen haben. Er bietet ihr an, Dastan zum Ehemann zu nehmen. Dastan, der die Prinzessin nun besser kennt als früher, sagt lächelnd zu. Die Prinzessin ist zunächst skeptisch. Als Dastan ihr jedoch als Geschenk den Dolch überreicht, fasst sie Vertrauen zu Dastan. Die beiden gehen durch den Garten und Dastan zeigt sich gewandelt und nett, was Tamina weiter beeindruckt.

## Produktion

### Entstehungsgeschichte
2004, ein Jahr nach dem Erscheinen des Videospiels The Sands of Time, bemühte sich Jerry Bruckheimer um die Rechte an der Verfilmung des persischen Prinzen. Als Drehbuchautor wurde Jordan Mechner engagiert. Die Pirates-of-the-Caribbean-Reihe sollte der Prüfstein für einen Disney-Film sein, der eine Freizeitaktivität in einen Film umwandelt. In diesem Fall ist die Freizeitaktivität das Videospiel.
Anfang 2007 gab Disney den 10. Juli 2009 als Veröffentlichungsdatum bekannt, bevor es ein Drehbuch oder einen Hauptdarsteller gab. Im November desselben Jahres wurden Verhandlungen mit dem britischen Regisseur Mike Newell bekannt gegeben.
Das Veröffentlichungsdatum wurde bei Beginn der Dreharbeiten auf den 28. Mai 2010 verschoben. Ein Grund dafür war das Erscheinen des Films Transformers – Die Rache, weshalb Disney mehr Zeit benötigte, um die Werbekampagnen zu koordinieren.
Auf die Frage, ob es schwer war einen Film zu machen, der im Mittleren Osten spielt, antwortete Regisseur Mike Newell in einem Interview: „In unserer Welt wollten wir nicht den Einfluss der Muslime zeigen, auch wenn sie tatsächlich direkt nach dem Untergang der Perser kamen. Wir waren in dieser Beziehung sehr vorsichtig. Es ging uns nicht darum, muslimische Empfindlichkeiten zu stören.“

### Besetzung
Am 20. Mai 2008 wurde bekannt gegeben, dass Jake Gyllenhaal die Hauptrolle des persischen Prinzen Dastan übernehme. Kurze Zeit später wurde Gemma Arterton als weibliche Hauptrolle Prinzessin Tamina engagiert sowie Ben Kingsley als Schurke Nizam. Eine weitere Nebenrolle – Scheich Amar – wurde mit Alfred Molina besetzt.

### Dreharbeiten
Im März 2008 wählte Regisseur Newell Marokko als Hauptdrehort aus. Drehorte waren Oukaïmden im Atlasgebirge, sowie Aït-Ben-Haddou und Oase Fint bei Ouarzazate, Tameslouht etwa 20 Kilometer südwestlich von Marrakesch und die Sanddünen von Merzouga außerhalb von Erfoud. Prince of Persia: Der Sand der Zeit wurde zudem in den Pinewood Studios in Buckinghamshire gedreht. Die Dreharbeiten begannen im Juli 2008.

### Produktion
Der Film wurde von Jerry Bruckheimers Firma „Jerry Bruckheimer Films“ und von Walt Disney Pictures produziert. Der deutsche Filmverleih ist ebenfalls „Disney Pictures“.
Die Produktion von Prince of Persia: Der Sand der Zeit kostete etwa 200 Millionen US-Dollar. Im Vergleich dazu lagen die weltweiten Einspielergebnisse bei 336,4 Millionen US-Dollar.

### Soundtrack
Das Lied I Remain wird von der Sängerin Alanis Morissette gesungen, die es gemeinsam mit Mike Elizondo geschrieben hat.

## Unterschiede zum Videospiel
- Der Name der Prinzessin, die Dastan hilft, ist Farah, im Film jedoch Tamina.
- Der Schurke Nizam ist im Spiel ein schlechter Wesir, im Film jedoch ein Adliger und Dastans Stiefonkel.
- Der Film erzählt eine umfangreichere Vorgeschichte des Prinzen, wie sie in den Spielen nie vorkam.
- Das Kostüm des Prinzen ist eigentlich das Kostüm aus Warrior Within, dem zweiten Teil der „Sands of Time“-Reihe, dem sechsten Teil der gesamten Reihe.
- Der Name des Prinzen lautet im Film Dastan, im Spiel erfährt man seinen Namen nie.
- Assassinen kamen lediglich in Prince of Persia 3D vor, nicht jedoch in der „Sands of Time“-Reihe.
- Der Prinz hat im Spiel keine Brüder mit Namen Tus und Garsiv. Sein einziger im Spiel genannter Bruder heißt Malik.
- Der Prinz hat im Spiel Sandbehälter für seinen Dolch.
- Am Anfang des Spieles stach der Prinz unwissend den Dolch in die Sanduhr, wodurch der Sand freigesetzt wurde.
- Am Ende des Spiels lehnt die Prinzessin den Prinzen ab, er verschwindet daraufhin im Wald.

## Deutsche Synchronfassung
Die deutsche Synchronbearbeitung entstand bei der FFS Film- & Fernseh-Synchron in Berlin. Klaus Bickert schrieb das Dialogbuch, Solveig Duda führte Dialogregie.
| Darsteller      | Deutscher Sprecher | Rolle          |
| --------------- | ------------------ | -------------- |
| Jake Gyllenhaal | Marius Clarén      | Dastan         |
| Gemma Arterton  | Maria Koschny      | Tamina         |
| Ben Kingsley    | Peter Matic        | Nizam          |
| Alfred Molina   | Bernd Rumpf        | Scheich Amar   |
| Steve Toussaint | Matti Klemm        | Seso           |
| Toby Kebbell    | Alexander Doering  | Garsiv         |
| Richard Coyle   | Tobias Kluckert    | Tus            |
| Ronald Pickup   | Christian Rode     | König Sharaman |
| Reece Ritchie   | Tobias Nath        | Bis            |

## Bezug zu Persien
Im 6. Jahrhundert herrschten in Persien die Sassaniden. Dastān ist der Name des Helden Zāl in der persischen Mythologie und zugleich Teil des Namens des sagenumwobenen Helden und Kriegers Rostam, den der persische Dichter Firdausi in seinem Werk Schāhnāme Rostame Dastān („Rostam, Sohn des Dastān“) nennt. Diese Bezeichnung begegnet uns auch an anderer Stelle in der persischen Literatur, beispielsweise in dem Vers Rumis: Shir-e Khodā o Rostam-e Dastān-am Ārezoost (شیر خدا و رستم دستانم آرزوست ): „Nach dem Löwen Gottes und Dastāns Rostam sehne ich mich“. Im Film wird auch der Name des Prinzen Dastān wie der Name dieser Helden ausgesprochen. Der persischen Mythologie sind ebenfalls Namen wie Tamina, Tus und Garsiv entlehnt. Im heutigen Persien erinnert der Name Dastān meist an Rostam und nicht an dessen Vater, welcher im Volksmund eher unter dem Namen Zal bekannt ist. Im Unterschied zu Dastān bedeutet das persische Wort Dāstān „Geschichte“ bzw. „Märchen“. Es unterscheidet sich vom Namen Prinz Dastāns durch ein geschlossenes „a“ an erster Stelle.

## Sonstiges
- Bevor Jake Gyllenhaal den Zuschlag bekam, wurden Orlando Bloom und Zac Efron für die Hauptrolle gecastet.[7] Auch Bollywood-Schauspieler Hrithik Roshan wurde die Rolle des Dastan angeboten, er lehnte jedoch ab.[7]
- Rey Philip-Santos wurde nach einem Motorradunfall durch Toby Kebbell ersetzt.[7]
- Der Film hält einen Guinness-Weltrekord als „teuerster Film, der auf einem Videospiel beruht“.

## Trilogie
Prince of Persia: Der Sand der Zeit sollte der Grundstein für eine Filmtrilogie sein, die nachfolgenden Filme sollen ebenfalls auf Videospielen der „Prince of Persia“-Reihe basieren. Da die Einspielergebnisse jedoch unter den Erwartungen der Filmemacher lagen, wurden jegliche Pläne für mögliche Fortsetzungen auf Eis gelegt.